# Лесной (Белореченский район)
Лесно́й — посёлок в Белореченском районе Краснодарского края России. Входит в состав Пшехского сельского поселения.

## Географическое положение
Расположен в 17 км от центра поселения и в 25 км от районного центра.

## История
Посёлок Лесной Белореченского района зарегистрирован 28 октября 1958 года решением Краснодарского крайисполкома.

## Население
| 2002 | 2010 |
| ---- | ---- |
| 68   | ↘33  |

## Улицы
- ул. Дубовая,
- ул. Дунайская,
- ул. Лесная[6].

## Объекты культурного наследия
- Могила советского воина Киселёва, погибшего в бою с фашистскими захватчиками, 1943 г[7].